# Francolinus nobilis
Francolinus nobilis là một loài chim trong họ Phasianidae.